# BMW X1 (E84)
Le BMW X1 (désignation interne E84) est un SUV compact de BMW qui a été construit de 2009 à 2015 à l'usine BMW de Leipzig. Le lancement sur le marché Européen a eu lieu le 24 octobre 2009 après la fin de la première officielle au Salon de l'automobile de Francfort 2009. Techniquement, le X1 descend des Série 1 et Série 3.
Depuis 2012, BMW, en collaboration avec son partenaire chinois Brilliance, produit le X1 pour le marché chinois dans la nouvelle usine de Shenyang/Tiexi. À partir de l'automne 2014, la production avait également lieu dans la nouvelle usine BMW d'Araquari au Brésil.
Plus de 800 000 unités de X1 ont été vendus.
Entre 2014 et 2016, le 1E à propulsion électrique, basé sur le X1, de la marque chinoise Zinoro a été vendu en Chine.

## Équipement
- Toit vitré panoramique (équipement spécial)
- Phares bi-xénon avec feux de jour et phares adaptatifs à répartition lumineuse variable et feux de virage qui sont disponibles en option.
- Contrôle des performances (répartition du couple aux roues arrière)
- Caméra de recul (équipement spécial)
- L'inclinaison du dossier du siège arrière peut être réglée jusqu'à 31 degrés. Si le dossier est en position verticale, le volume du coffre passe de 420 à 490 litres. Si la banquette arrière, qui est divisible en 40:20:40, est complètement rabattu, le volume du coffre à bagages passe à 1 350 litres[8]
- Mesures Efficient Dynamics (fonction de démarrage et d'arrêt automatique, freinage régénératif et affichage du point de changement de vitesse)

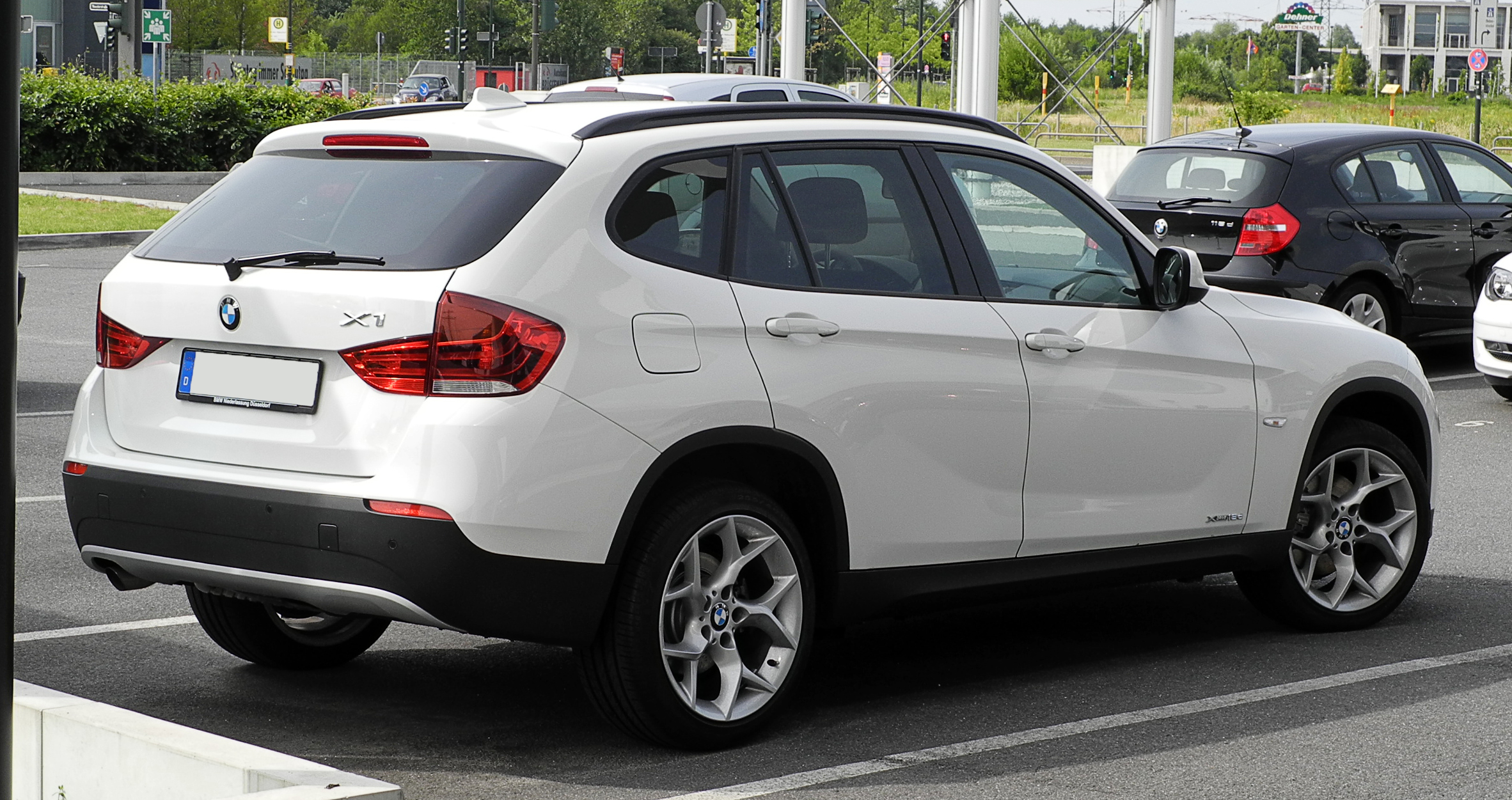
Vue arrière
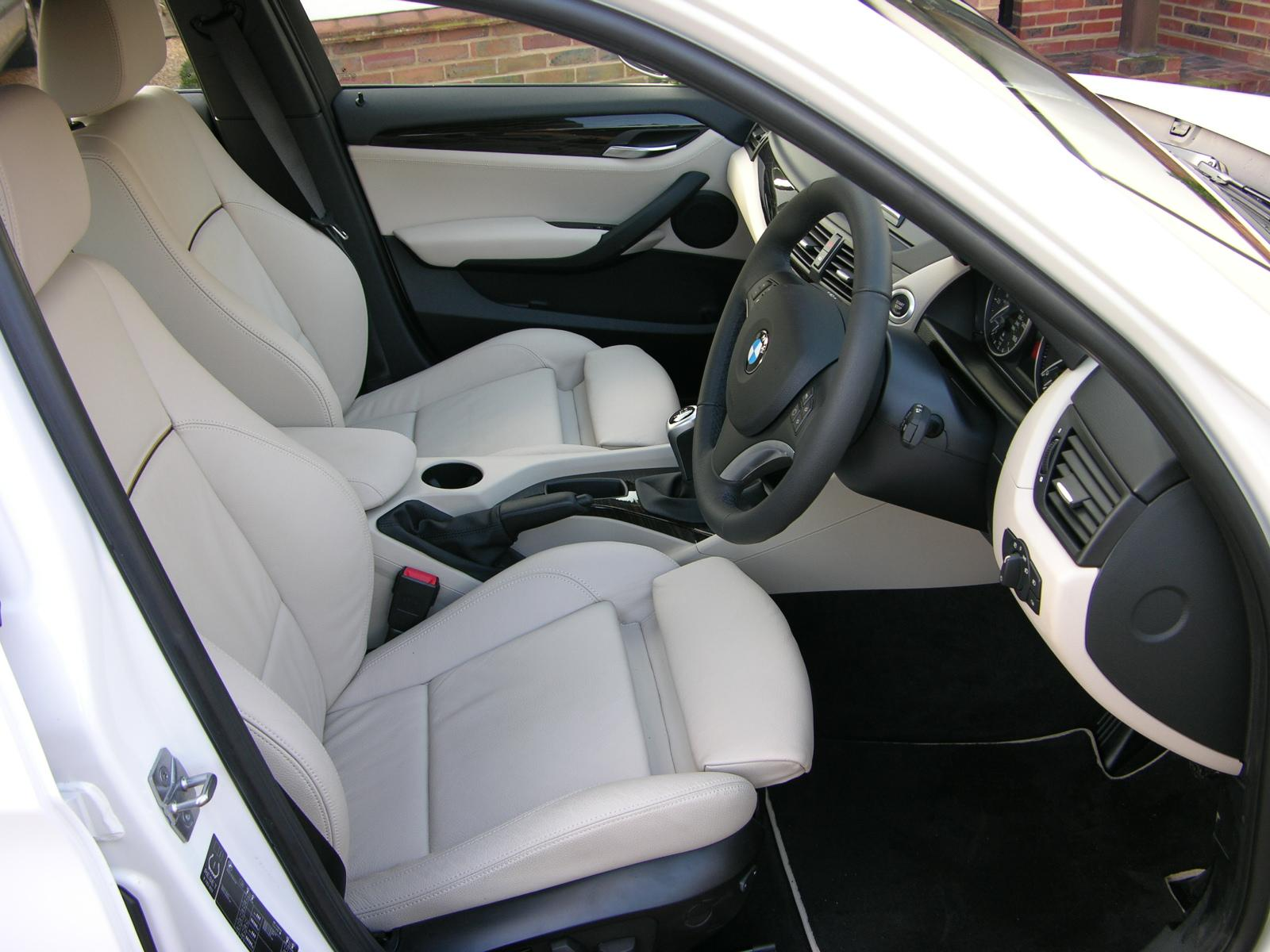
Intérieur

## Sécurité
En plus du système anti-blocage des roues (ABS) comprenant l'assistance au freinage d'urgence et la commande de freinage en virage (CBC), il existe des prétensionneur de ceinture et des limiteurs d'effort de courroie, ainsi qu'un correcteur électronique de trajectoire avec contrôle de stabilité automatique (appelés contrôle de stabilité dynamique ou antipatinage dynamique par BMW). Il y a aussi six coussins gonflables de sécurité (« airbags ») : un pour le conducteur, un pour le passager avant, deux airbags latéraux et un airbag de tête pour le conducteur et pour le passager avant).
Lors du crash test Euro NCAP de 2011, la voiture a reçu cinq étoiles sur cinq dans l'évaluation globale. La sécurité des passagers a été évaluée à 31 points (87 %), la sécurité des enfants à 42 points (86 %) et la sécurité des piétons à 23 points (64 %). Par rapport au test NCAP réalisé en 2009, 5 points (71 %) ont cette fois été attribués dans une catégorie supplémentaire pour les systèmes de sécurité et d'assistance actifs et intégrés (Safety Assist).
Les sièges enfants ne peuvent être solidement fixés qu'aux sièges extérieurs de la banquette arrière. Des supports Isofix y sont également disponibles. Un siège enfant ne peut être fixé sur le siège passager avant que si le véhicule est équipé du système de désactivation de l'airbag passager, qui fait l'objet d'un supplément.

## Lifting
En juillet 2012, le X1 a été révisé. Au cours de ce lifting, il a reçu des options de moteur et d'équipement étendues, des optimisations techniques dans le domaine de la transmission, ainsi que de légères modifications à l'extérieur et à l'intérieur. Un autre petit lifting a eu lieu au printemps 2014.

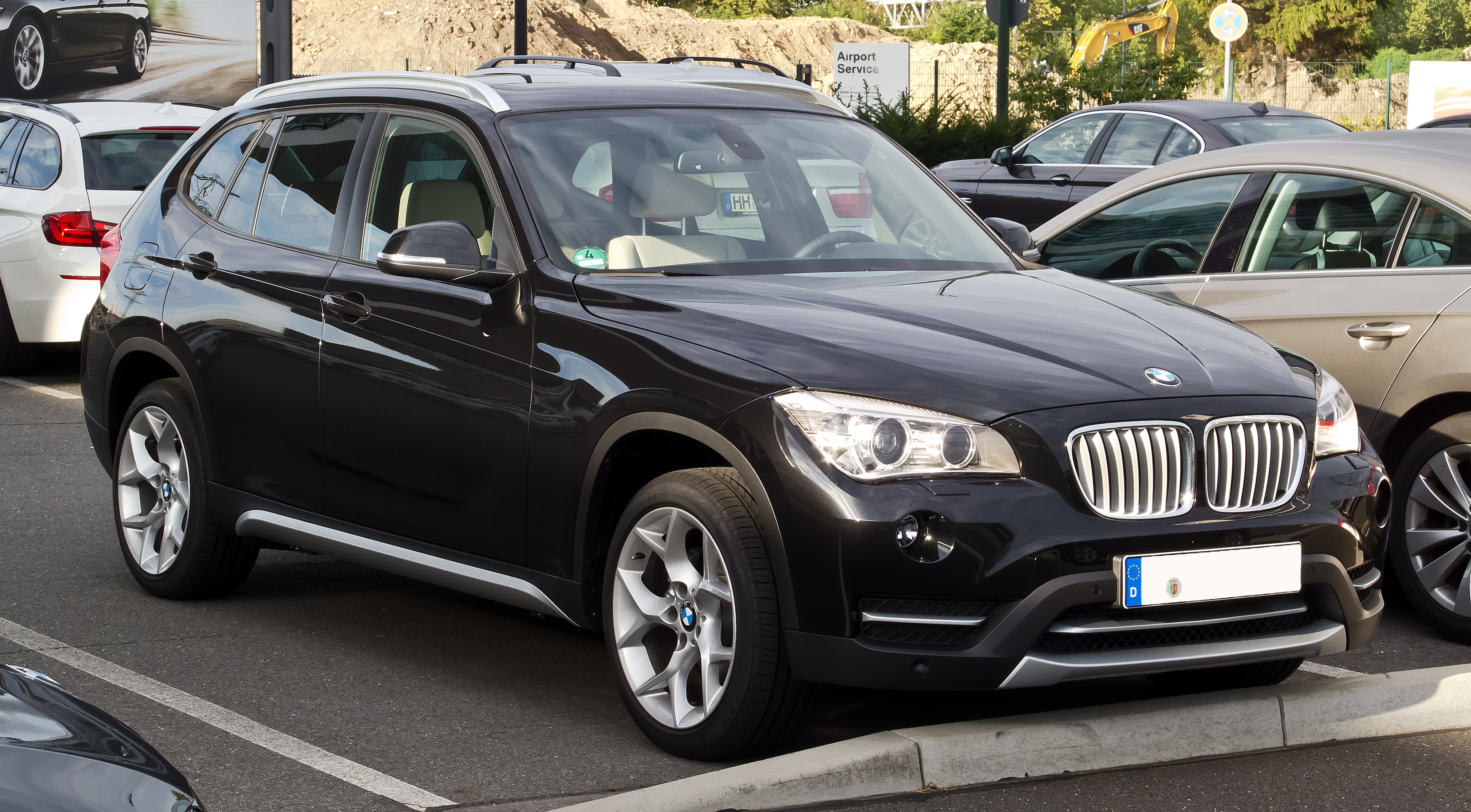
BMW X1 (2012–2014)
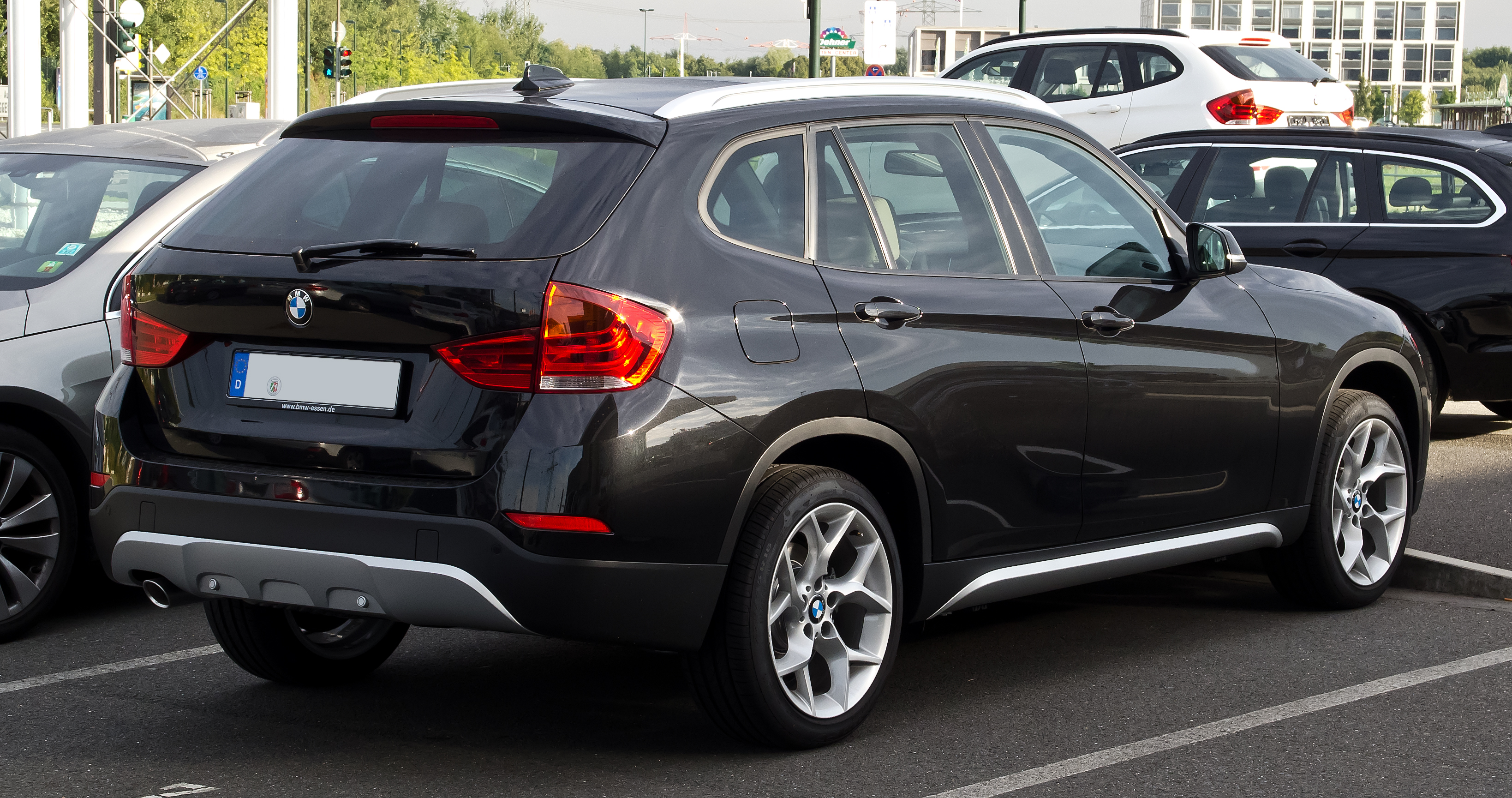
Vue arrière
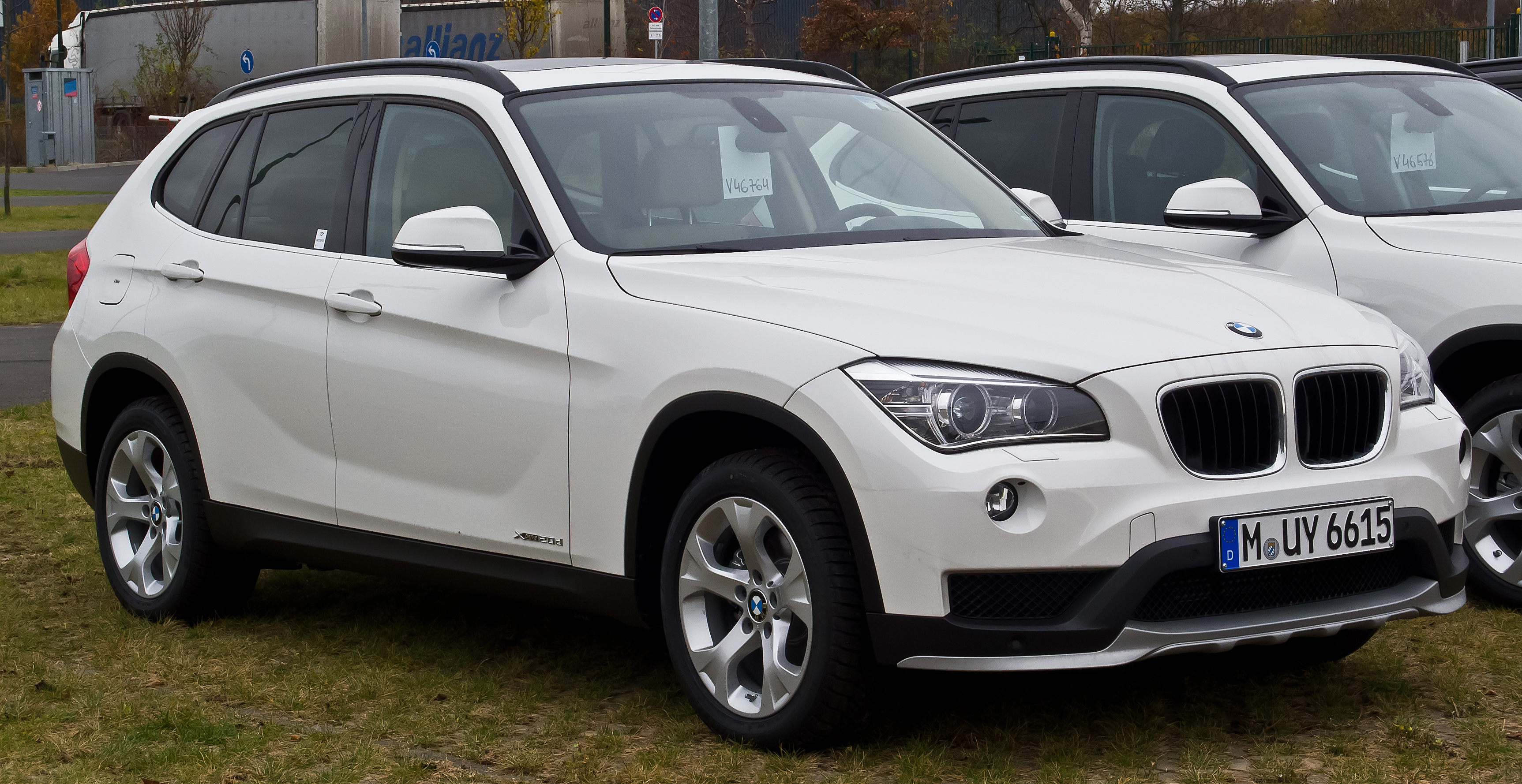
BMW X1 xDrive20d (depuis 2014)
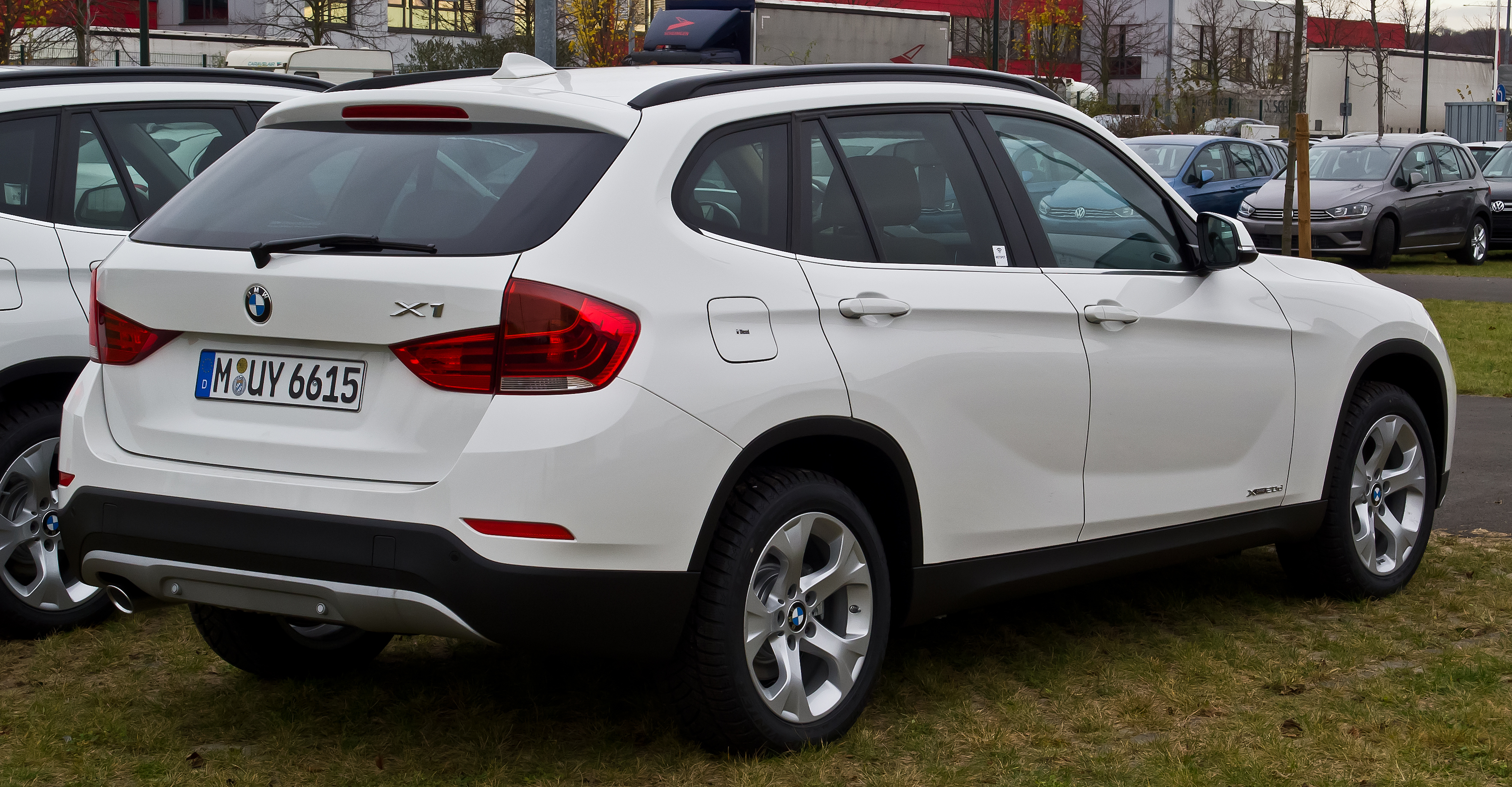
Vue arrière
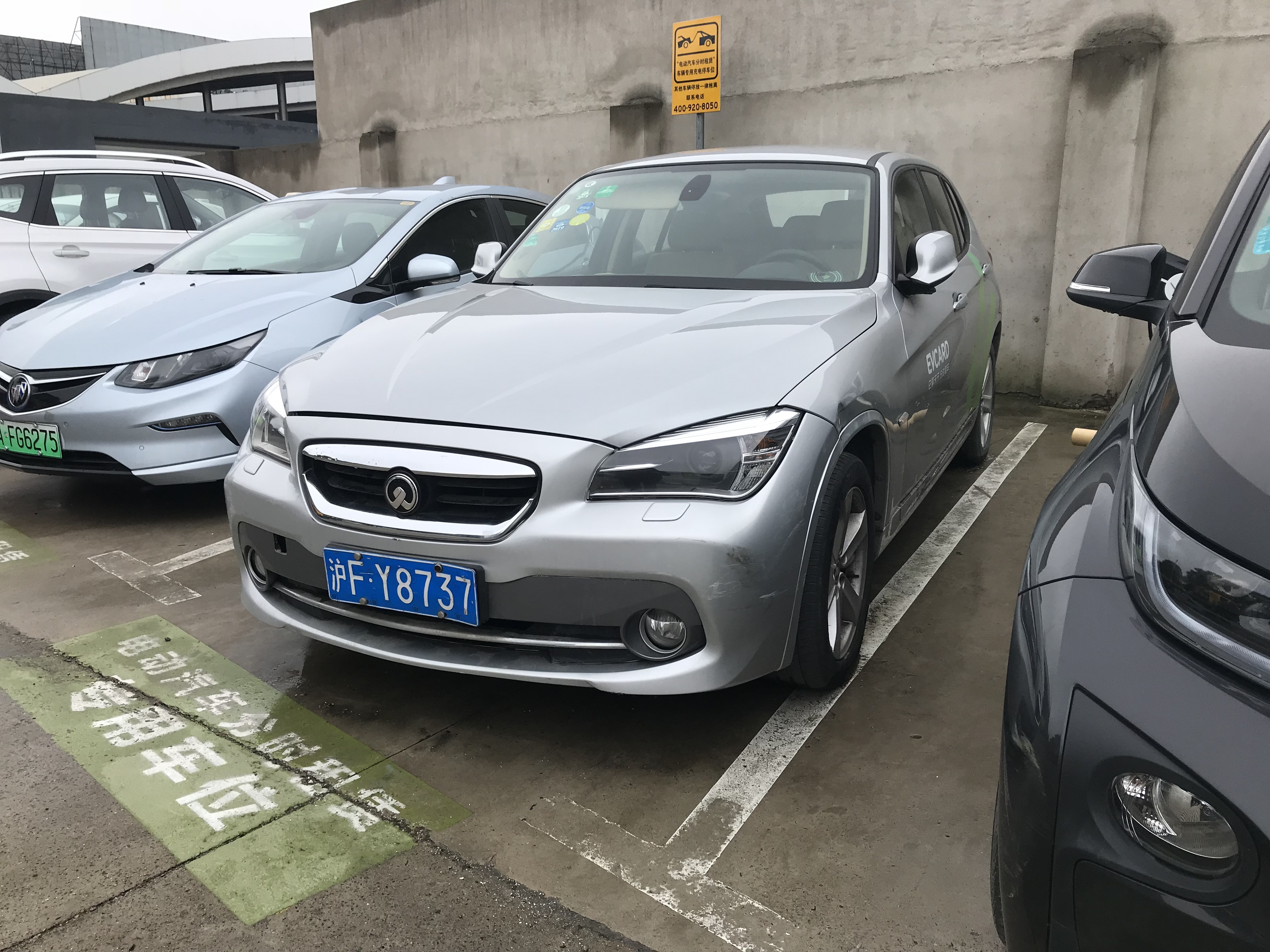
Zinoro 1E pour la Chine basé sur l’E84
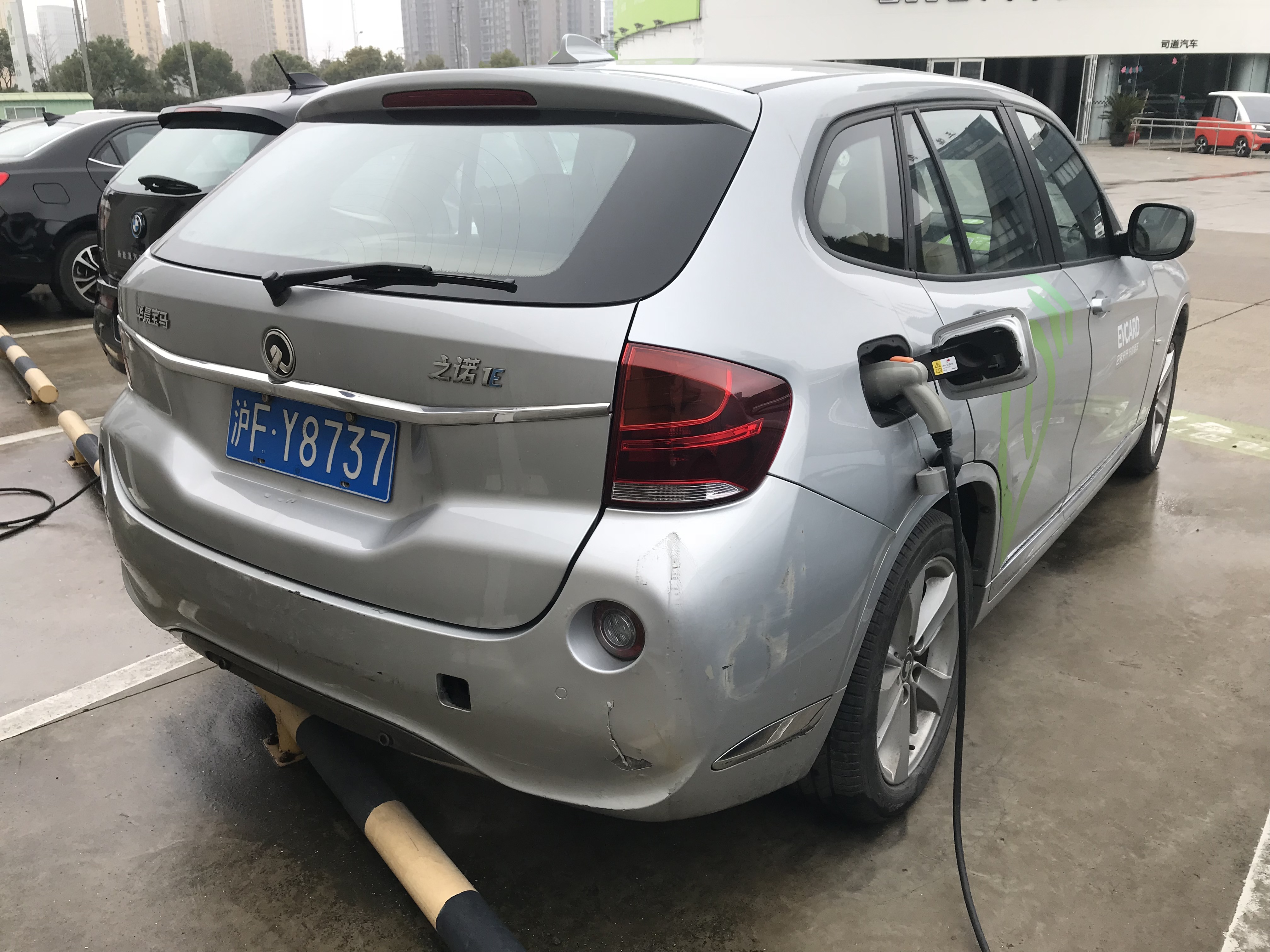
Vue arrière

## Récompenses
- Véhicule tout-terrain de l'année 2010, dans la catégorie "SUV" d’après le choix des lecteurs du magazine Off Road[12]
- Red dot design award 2010, catégorie conception des produits[13]
- Trophée du design 2010, catégorie SUV[14]
- Prix Auto Bild design 2010, categorie SUV, camionnette et tout-terrain[15]